# Paysages d'ici et d'ailleurs
Diffusée depuis 2013 sur Arte, en France et en Allemagne (sous le titre Wie das Land, so der Mensch), Paysages d'ici et d'ailleurs est une série télévisée documentaire, dédiée en particulier aux paysages naturels. Co-produite par Arte, également diffuseur, et System TV, elle est animée par Raphaël Hitier.

## Épisodes

### Saison 1
| No | Région                    | Pays             |
| -- | ------------------------- | ---------------- |
| 20 | Fontainebleau             | France           |
| 19 | L'Alsace                  | France           |
| 18 | Serra da Estrela          | Portugal         |
| 17 | Sicile - Agrigente        | Italie           |
| 16 | La péninsule de Sorrento  | Italie           |
| 15 | Le Périgord               | France           |
| 14 | La Forêt-Noire            | Allemagne        |
| 13 | Le marais poitevin        | France           |
| 12 | Le bocage normand         | France           |
| 11 | Le Beaufortain            | France           |
| 10 | Côte d'Opale              | France           |
| 09 | Vosges                    | France           |
| 08 | L'Ardèche                 | France           |
| 07 | Le Pays basque            | France / Espagne |
| 06 | Le Val de Loire           | France           |
| 05 | Porquerolles et Port-Cros | France           |
| 04 | Pays d'Aix                | France           |
| 03 | Île de Ré                 | France           |
| 02 | Bordelais                 | France           |
| 01 | Bassin d'Arcachon         | France           |

### Saison 2
| No | Région                                | Pays                            |
| -- | ------------------------------------- | ------------------------------- |
|    | Cornouailles                          | Royaume-Uni                     |
|    | Chantilly                             | France                          |
|    | Pays malouin                          | France                          |
|    | Île de Rügen                          | Allemagne                       |
|    | Dessau-Wörlitz                        | Allemagne                       |
|    | Côte d'Or                             | France                          |
|    | Palmeraie d'Elche                     | Espagne                         |
|    | Seeland                               | Danemark                        |
|    | Canal du Midi                         | France                          |
|    | Syros                                 | Grèce                           |
|    | Écosse                                | Royaume-Uni                     |
|    | Basilicate                            | Italie                          |
|    | Tyrol                                 | Autriche                        |
|    | Les îles maltaises, Malte et Gozo     | Malte                           |
|    | Lac Majeur                            | Italie                          |
|    | Côte de granit rose                   | France                          |
|    | Bois de Vincennes                     | France                          |
|    | Cinque Terre                          | Italie                          |
|    | Lanzarote                             | Espagne                         |
|    | Vallée du Rhin                        | Allemagne                       |
|    | Jura souabe                           | Allemagne                       |
|    | Auvergne                              | France                          |
|    | Croatie                               | Croatie                         |
|    | Monténégro                            | Monténégro                      |
|    | Salzkammergut                         | Autriche                        |
|    | Le Valais                             | Suisse                          |
|    | Mer des Wadden                        | Pays-Bas / Allemagne / Danemark |
|    | Ubaye                                 | France                          |
|    | Les polders                           | Pays-Bas                        |
|    | Las Alpujarras                        | Espagne                         |
|    | Estrémadure                           | Espagne                         |
|    | Connemara                             | Irlande                         |
|    | Sintra                                | Portugal                        |
|    | Madère                                | Portugal                        |
|    | Grasse                                | France                          |
|    | Presqu'île de Crozon                  | France                          |
|    | Versailles et Vaux-le-Vicomte         | France                          |
|    | La Réunion, le littoral               | France                          |
|    | La Réunion, les cirques et les pitons | France                          |

### Saison 3
| No | Région           | Pays        |
| -- | ---------------- | ----------- |
|    | Alentejo         | Portugal    |
|    | Engadine         | Suisse      |
|    | Baie de Somme    | France      |
|    | Las Medulas      | Espagne     |
|    | Carrare          | Italie      |
|    | Le Luberon       | France      |
|    | Les Landes       | France      |
|    | La Camargue      | France      |
|    | Spreewald        | Allemagne   |
|    | Les Cévennes     | France      |
|    | Castelli Romani  | Italie      |
|    | Chypre           | Chypre      |
|    | Île d'Elbe       | Italie      |
|    | Vallée du Lot    | France      |
|    | Val d'Orcia      | Italie      |
|    | Belle-Île-en-Mer | France      |
|    | Potsdam          | Allemagne   |
|    | Bassin minier    | France      |
|    | Ribeira Sacra    | Espagne     |
|    | Kent             | Royaume-Uni |